# ملنیوم مدیا
ملنیوم مدیا (به انگلیسی: Millennium Media) (که قبلاً نو ایمیج و ملنیوم فیلمز نام داشت) یک شرکت تولید و تامین مالی فیلم آمریکایی است که توسط آوی لرنر، ترور شورت، دنی دیمبورت و دنی لرنر در سال ۱۹۹۲ تأسیس شد و یکی از طولانی‌ترین شرکت‌های مستقل فیلم‌سازی هالیوود است. این کمپانی فیلم‌ها را در سرتاسر جهان تولید می‌کند و می‌فروشد. این شرکت عمدتا فیلم‌های اکشن تولید می‌کند، که بیشتر آن‌ها عمدتاً در آفریقای جنوبی و بلغارستان فیلم‌برداری می‌شوند.
از برخی فیلم‌های این شرکت می‌توان به: پلیس سایبورگ (۱۹۹۳)، آخرین سواری (۱۹۹۴)، عزم کشتار (۲۰۰۳)، در جهنم (۲۰۰۳)، ۸۸ دقیقه (۲۰۰۸)، نینجا (۲۰۰۹)، و مجموعه فیلم‌های بی‌مصرف‌ها اشاره کرد.